# 梅森鎮區 (密蘇里州馬里昂縣)
梅森鎮區（英語：Mason Township）是位於美國密蘇里州馬里昂縣的一個行政鎮區。

## 地方資料
梅森鎮區的面積為24.51平方千米，當中陸地面積為22.76平方千米，而水域面積為1.75平方千米。根據2020年美國人口普查的數據，當地共有人口12716人，而人口密度為每平方千米518.81人。